# 孩子們的遊戲
《玩偶遊戲》是小花美穗創作的少女漫畫。另外也有同名的電視動畫。最初在漫畫雜誌Ribon上連載，後來發行了10期的單行本。在作品內出現的電影〈水之館〉也以番外篇的型式發行單行本。除了在日本以外，作品也有在台灣、美國、香港等地發行。
故事是以有名的少女童星倉田紗南及她其中一名同學羽山秋人為中心的校園愛情故事。
此作品曾得到1998年的第22回講談社漫畫賞少女部門獎。
2015年，《孩子們的遊戲》以及池野戀的《心跳今夜》宣布將於8月3日在日本發售的集英社少女漫畫雜誌「Ribon」9月號上作為Ribon創刊60週年企畫一環推出短篇漫畫。

## 簡介
主角倉田紗南是一名童星，在作品發表時童星是非常備受注目的。在漫畫連載初期到動畫放映初期的1996年間，童星是社會的熱門話題，但到無論在演藝界和社會上熱潮都已退卻的1998年時，漫畫版也連載完畢。當時有傳言至如果童星熱潮不減的話將會有第2部作品，但最終都沒有實現。
結局中由於童星熱潮減卻，天才童星倉田紗南的人氣也大不如前，卻也同時暗示了她內心的蛻變和成長。
以小孩子的角度探討學級崩壞、校園暴力、青少年犯罪、家庭關係破裂、父母離異等現代的社會問題。作品超越了一般的少女漫畫，得到社會各年代的支持。

## 登場角色
※声优表示顺序为TV版/OVA版，只记录1个的情况下则指的是TV版。

### 倉田家
倉田紗南（配音員： 小田靜枝 / 横山智佐； 謝佼娟（CN卡通頻道）／林美秀（MOMO親子台）； 吳小藝）
本劇中心人物。1983年3月7日出生（※動畫是1985年）。雙魚座。O型。是小迴劇團（又譯：小向日葵劇團）的人氣童星。最初主要參與綜藝節目的演出，由於演技備受好評，因此成為劇集和電影的演員。個性極為外向、活潑，行為舉止誇張，且有些早熟，十分重視身邊的人；時常將成語讀錯（如把「現學現賣」讀作「先學先賣」、「合情合理」讀作「可情可理」等）。
實際上出生不久就被親生父母給遺棄，是一名棄嬰，與養母實紗子並無血緣關係。由於是在3月7日被發現（後來發現該天也是出生日），因此名字被取為紗南。曾開玩笑說如果是3月6日出生的話，便要改名作山姆。
一開始將經紀人相模玲當作自己的男朋友，在得知自己仰慕的女演員來海麻子是他的前女友後便視她為情敵。但是後來被看不下去的實紗子點破了解到這只是大人給予孩童的夢而受打擊。後來在放下對阿玲的感情後成全他與麻子復合。
原本就是個對情感欠缺敏感度的人，在經歷對阿玲的誤解後對戀愛更是喪失自信，害怕又會是自己的自作多情而變得遲疑沒有發現羽山對自己的感情，也不確定自己對羽山的感覺到底算不算愛情。直至羽山和風花交往後才了解自己對羽山的心意，但因為無法背叛身為好友的風花而選擇退讓並以不斷的工作來逃避兩人，動畫版中甚至為此以「與直澄一同到紐約進修」為名逃出國。
原作漫畫版中，紗南對羽山的思念反而因逃避而日益遽增，最後選擇回到學校面對正式對風花表明自己喜歡羽山的感情，更表示風花再猶豫不決就會搶走羽山。直到在小森同學的事件中，風花在了解兩人的過去後選擇退讓，在事件結束後終於與羽山成為情侶。當羽山要去洛杉磯而受到挫折讓自己曾經得過人偶病的心病復發，最後感受到羽山的心意而恢復。
動畫版曾和五條（其實是親生父親）和直澄交往過，始終和羽山只是維持在死黨關係，但心中仍然喜歡羽山，讓看出這件事的直澄與風花都各自選擇退讓。雖承諾等到羽山拿到黑帶就和他告白，但是到結局最後都沒如願。
雖然剛開始與羽山是勢不兩立的關係，但隨著故事的演進兩人互相扶持面對不同的挑戰，成為彼此不可或缺的存在，亦可說是唯一能完全坦白的對象。和羽山的關係包含不同的情感，是情人、朋友、對手更是戰友。此外，在給與羽山的愛情中包含男女間的情感及母愛般的親情。
在漫畫番外《Deep Clear》中，26歲的她依舊以藝人的身分活耀。於23歲時和羽山結婚，在戶籍上已改名為羽山紗南，但藝名還是倉田紗南。三年後在懷孕時因體質問題有早產的危險，讓羽山過於擔心以致不准將孩子生下而吵架分居陷入冷戰狀態。分娩期間曾度昏迷，在感覺到丈夫的呼喚後醒來平安的生下女兒紗里。
這個角色是參考當時有名的童星有田氣惠。
倉田實紗子（配音員： 木野花 / 稀代樱子； 朱憶華（CN卡通頻道）／龍顯蕙（MOMO親子台）； 徐愛貞）
4月1日出生。白羊座。AB型。紗南的養母，以《小白臉與我》（又譯：情夫與我）而得到青木獎的人氣作家，很多人都稱呼她「老師」。
髮型非常奇特且經常改變，言行也十分驚人，總是在家裡開著小型電動車。頭髮裡養一隻名叫小丸（又譯：麻呂、小吉）的松鼠。（一開始是紗南提議這樣做，但本人已經忘記）。
為受孕機率只有5%的不孕體質，在年輕時對她造成非常重大的打擊，為此才以特異的打扮與言行紓解心中的壓力。就是在這個時候，在撿到被遺棄的紗南時將她給視為新人生的開始，更為了紗南立下要找尋她親生父母，努力成為知名的作家。
經常以相當特異的方式教育紗南，例如曾出過：「要睡過頭、上學遲到那是妳的自由，但想要不吃早餐就去上學，媽媽的心胸可沒這麼寬大」、「這個世界上沒有什麼事是不能鬧著玩的」等特異名言，但本身的思想成熟，也造就紗南開朗堅強的個性。
對紗南採取放任式的管教，但仍然相當注意紗南的成長狀況並幫助她度過各類難關。多次在人際關係和心理問題的方面上，開導心思不夠細膩的紗南。
出版載有紗南身世秘密的《女兒與我》，是為了利用兩人的名氣來尋找紗南的生母。
相模玲（配音員： 内藤玲 / 菊池正美； 陳進益（CN卡通頻道）／陳宏瑋（MOMO親子台）； 陳志強）
9月23日出生。處女座。A型。紗南的經紀人，通稱「阿玲」。
高中時與來海麻子分手經歷連考八間大學都落榜、父母意外雙亡、住所被收回而成為露宿者等的不幸。後來紗南在車站前「撿」他回家，在經過實紗子面試後正式受聘為紗南的經紀人。由於紗南覺得自己的笑容太好看，因此要一直都戴著太陽眼鏡。
後來由於紗南和麻子參與同一套電視劇，因此玲與麻子再次相遇並交往起來。不過在動畫版的惡搞完結篇中，麻子還是跟導演小野幹雄結婚。
在漫畫番外《Deep Clear》中，依舊是紗南的經紀人。對紗南與羽山分居的狀況感到擔憂，暗中拜託身為偵探的音川珠里調查羽山。
而從後來的作者訪談中得知，玲與麻子曾一度到達步入禮堂的階段，但最後還是因為理念不合而分手，之後就一直保持藕斷絲連的半調子狀態。
志村千代（配音員： 天野慶子； 許雲雲（CN卡通頻道）／錢欣郁（MOMO親子台））
倉田家的傭人。後來實紗子發覺是自己的童年朋友（互稱小千、小實），但似乎志村一直都記得。

### 羽山家
羽山一家共四口，其名字正好是春、夏、秋、冬四季的組合。
羽山秋人（配音員： 中崎達也 / 緒方惠美； 許雲雲（CN卡通頻道）／錢欣郁（MOMO親子台）； 黄玉娟）
1982年10月12日出生（※動畫是1984年）。天秤座，B型。
口頭禪-沒什麼
因為在秋天出生，所以叫做「秋人」（因為母親小春喜歡四季，因此將兩個小孩都以季節命名）。紗南的同班同學，在故事的頭段也互相敵視，不但很喜歡捉弄紗南，而且奪去紗南的初吻。在作品中從來不笑，是他最大的特徵之一。
由於出生時母親難產而過世受到姊姊的厭惡，所以性格變得很乖戾。與紗南認識後性格變得很好。有懼高症。在作品中曾說「並不討厭」壽司，實際上是喜歡壽司，只是性格上不會說「喜歡」。特別鍾愛恐龍。解讀暗號能力差（由真理子及五味事件可知）。後來受了加村直澄的刺激和好好校長的建議後開始學起空手道。在漫畫及動畫中都曾受停學處分，但實際上在日本法律中是禁止對中小學生處罰停學的。頭腦很好，在學業成績一直是第二名，尤其擅長數理（漫畫版第一集、動畫第二集紗南提到）。上中學後曾經和風花短暫交往過，後來和風花分手，漫畫版與紗南交往。
漫畫版中因小森事件而使右手神經受傷，為了治療受傷的手全家搬到洛杉磯去，一邊復健一邊繼續學習空手道，後獲得青少年組的空手道冠軍，在高中時轉回日本就讀，回國後說話有時會夾帶英文。但在動畫中卻一直考不過黑帶。
故事開始時因家庭問題性格扭曲，後來是紗南救贖他破碎不堪的心靈，個性冷漠不好相處但對於所作的事不會退縮承擔後果，紗南對他來說是唯一能坦誠一切的對象，也是支撐著他的心靈支柱。對風花的感情雖然也是真誠的（朋友的喜歡），但依舊無法取代紗南在他心中的地位，曾對風花說過“我一直都不討厭妳，但我非她不可，對不起”。
高中畢業後為了學習自力更生而搬出羽山家獨自生活，而紗南時常跑來找他發展成半同居的關係。實紗子知道後提出“與其保持這樣曖昧的關係，還不如立刻結婚”的想法，雖然覺得自己還不夠可靠而拒絕，但這成為他們日後結婚的契機。
在漫畫番外《Deep Clear》中，成為一名空手道講師兼針灸按摩師，23歲和紗南結婚，三年後在發現紗南懷孕，想起母親離世時生下自己，所以覺得生孩子是件非常危險的事也不讓紗南生產，只要看到妻子的孕肚就會臉色發白，紗南分娩時更是陷入負面思考漩渦，後來在妻子陷入昏迷時以強烈的愛情氣波（精神呼喚）喚回妻子的神智。對於女兒的出生感到感激，非常疼愛女兒，最後決定女兒的名字叫做羽山紗里。
羽山冬騎（配音員： 松山鷹志 / 小室正幸； 陳進益（CN卡通頻道）／陳宏瑋（MOMO親子台））
秋人的父親。2月14日B型。於有名的電腦公司工作，在故事初期經常不在家，個性缺根筋一直沒發現家人間的關係緊張並非對子女缺乏關心。後來被紗南責罵後和家人改善關係。年輕時曾經是不良少年。有對著電視說話並邀請紗南到家裡來玩的奇怪舉動。
羽山夏美（配音員： 岡村明美 / 根谷美智子； 朱憶華（CN卡通頻道）／雷碧文（MOMO親子台））
秋人的姊姊。B型。7月3日因為在夏天出生，所以叫做夏美。在故事初期因考生壓力加上母親生下弟弟秋人離世，所以總是將氣出在秋人的身上還叫他「惡魔」。在被紗南指責自己對秋人的態度後有所改善，在故事後期秋人受傷後顯出溫柔的一面。
羽山小春（配音員： 南央美； 許雲雲（CN卡通頻道）／錢欣郁（MOMO親子台））
秋人的母親。在生下秋人時難產過世，因此忌日是秋人的生日10月12日。在故事中除了在回憶中出現外，在秋人命危時曾以鬼魂形式出現。年輕時是不良少女。
羽山紗里
秋人和紗南的女兒。

### 同班同學和學校相關人物
大木剛→佐佐木剛（配音員： 三澤真弓 / 高山南； 朱憶華（CN卡通頻道）／龍顯蕙（MOMO親子台））
1982年7月18日出生（※動畫是1984年）。巨蟹座。A型。紗南和秋人的同學，少數和秋人交好的朋友。故事途中由於父母離異因此在跟隨母親改姓氏。性格上比同齡的女生還敏感。
遺傳到父親發狂的個性，一旦發狂便一發不可收拾，只有羽山可以制止他（利用手刀）。發狂的頻率在5年級以前大概是一年一次（把老師叫成媽媽→被同學取笑→發狂），但在作品中的6年級以後就發了很多次狂(不過原因開始多樣化，例如紗南被奪去初吻時他也發飆）。
對他人贈送禮物沒有抵抗能力，曾因為紗南五年級亂送巧克力送給他而喜歡紗南，後來亞矢送他餅乾而跟亞矢交往，動畫第三十五集也被男同學拿這點惡作劇害他和亞矢感情差點出現危機。目前是亞矢的男朋友，十分關心秋人與紗南的關係進展。頭腦很好，在學業成績一直是第一名（漫畫版第一集、動畫第二集紗南提到）。
動畫中，小剛的生日也是在7月18日(因為日本的暑假只放8月份)，所以在上學時收到禮物無誤，詳情請見13集。
杉田亞矢（配音員： 菊地晶子； 朱憶華、謝佼娟（第82集部分台詞至99集代配）（CN卡通頻道）／雷碧文（MOMO親子台））
1983年2月10日出生（※動畫是1985年）。水瓶座。O型。紗南的朋友，個性文靜。喜歡小剛，在小剛被同學嘲笑有戀母情節時替他解危，並當著全班的面告白。烤餅乾的手藝很好，之後聽從羽山的建議，送了餅乾給小剛後兩人交往起來（就算有人送禮物給小剛，她就會烤手工餅乾給他），兩人常常不時恩恩愛愛的放閃光。
松井風花（配音員： 生駒治美； 朱憶華（CN卡通頻道）／劉凱寧（MOMO親子台））
1982年12月24日出生（※動畫是1984年）。摩羯座。O型。在中學的洗手間中和紗南相遇並成為好朋友，長得跟紗南很像，性格也很投緣。
雖然是東京出生，但小學時期在大阪居住，因此一口關西話。幼稚園時和羽山和小剛是同學，初吻也被秋人搶去（秋人是跟人打賭敢不敢親她，因為親了而賺了六十塊錢，玩了三次怪獸扭蛋機），在這件事傳到她的前男友高石裕太時引起紛爭，最後因此跟她分手。這樣的經歷導致她非常怨恨秋人，並在中學和秋人命運式的相遇時賞了他一巴掌。
在學校功課也是數一數二（全學年級第九名），並且是體操社的王牌選手。
曾經以壽司要求羽山假扮她男友，但後來弄假成真，在紗南長期拍攝電影期間和秋人交往。而後在得知秋人與紗南之間的過去後認為兩人之間的思念未斷，自願退讓而與秋人分手，但仍然與他們維持良好的朋友關係。在動畫版有和高石復合。
小森和之
只在漫畫版中出現的人物。在母親的壓力下逐漸封閉自我，不斷壓抑自己使得精神變的不穩定。在秋人的一句話而幻想自己是秋人的好朋友，但在幻想打破後意圖尋短，傷害前來制止的秋人，使其手臂神經受損。事件結束後與母親搬家，離開前真的和秋人成為好友。跟動畫版中尾翔太的角色類似。
熊谷久惠（配音員： 菊池由美子； 許雲雲（CN卡通頻道）／錢欣郁（MOMO親子台））
紗南的朋友，個性豪爽。曾因為紗南為了工作而忘了參加她的生日派對感到不高興而聯合其他人跟紗南絕交，不過後來和好了。動畫版在國中時與紗南和風花同班。專長是南京玉簾。
鈴木麻實/鈴木真弓/鈴木麻美（配音員： 仲尾梓； 朱憶華（CN卡通頻道）／雷碧文（MOMO親子台））
紗南的朋友，之前因為罵羽山是惡魔而在羽山的指使下被其他男生推到池塘裡，造成她內心極大的傷害，後來在紗南的幫助下跟羽山和好了。紗南出書時也因為這件事沒提到她，使她當時有點小沮喪（後來紗南因此翹課跑到八之岳，回來後隔天兩人互相道歉並恢復正常）。
五味真一（配音員： 廣田正宣 / 長澤美樹； 朱憶華（CN卡通頻道）／雷碧文（MOMO親子台））
紗南的同學，之前是羽山的手下。
性格叛逆，在羽山收手後不甘平靜的他開始帶頭作亂。羽山在紗南要求下出面制止，他卻因為看不起羽山對紗南言聽計從，打算取而代之成為班上的老大。羽山因為被紗南禁止使用暴力而被單方面挨打，後來紗南鬆口同意羽山只出一拳，羽山便只靠一擊就打倒五味，讓五味勢力只維持了一小時便宣告瓦解。
家人對他有較高的期望，要求他去以升學為重點的開明國中。後來爸爸還是同意他與其他同學一起就讀神保中學，代價就是要理平頭並且認真學習。
伊丹牧十郎（配音員： 天野慶子； 許雲雲（第26集、第88集）、謝佼娟（第32集）、陶敏嫻（第102集）（CN卡通頻道）／龍顯蕙（MOMO親子台））
紗南的同學，之前是羽山的手下。是愛搗蛋作怪的學生之一。
安田幸弘（配音員： 西森瑞繪→竹內順子； 許雲雲、朱憶華、謝佼娟（CN卡通頻道）／錢欣郁（MOMO親子台））
紗南的同學，之前是羽山的手下。是愛搗蛋作怪的學生之一。在國中時與羽山、小剛、亞矢同班。
小島正平（配音員： 松本吉朗； 朱憶華→許雲雲（CN卡通頻道）／雷碧文（MOMO親子台））
紗南的同學，之前是羽山的手下。是愛搗蛋作怪的學生之一。
大木碧乃→佐佐木碧乃（配音員： 松本美和； 朱憶華、許雲雲（CN卡通頻道）／錢欣郁（MOMO親子台））
小剛的妹妹。初次見面時，紗南送了一隻小雞─碧子，給碧乃飼養。和小剛一樣在父母離異後跟隨母親改姓氏。在動畫版中，因為會吵到鄰居，所以不能養在家裡，後來在亞矢的幫忙下將碧子放在學校飼養。
三屋老師（配音員： 仲尾梓； 朱憶華（CN卡通頻道）／龍顯蕙（MOMO親子台））
神保小學6年3班導師，紗南等人的班級導師，與田中老師交往，個性有點內弱，經常被學生欺負。
田中老師（配音員： 岩田光央； 陳幼文（CN卡通頻道）／黃天佑（MOMO親子台））
神保小學老師，本名田中紀夫，與三屋老師交往，然而兩人在親熱時被羽山拍到而成為把柄，所以對羽山在課堂上搗亂也不敢出手阻止。
好好校長/想辦法校長（配音員： 茶風林； 陳幼文（CN卡通頻道）／陳宏瑋（MOMO親子台））
神保小學校長，口頭禪是「我會想辦法解決~~」，有個雙胞胎哥哥是神保中學校長。
安藤堇（配音員： 佐藤愛； 許雲雲、謝佼娟（第90集）（CN卡通頻道）／雷碧文（MOMO親子台））
神保小學6年5班導師。長相和年紀大約是歐巴桑的等級。因此必須時常補妝（尤其是被羽山稱呼為皺紋老太婆的時候）！脾氣火爆。喜歡善次郎，很喜歡和善次郎跳凌波舞。
好好校長之兄/想辦法校長之兄（配音員： 茶風林； 陳幼文（CN卡通頻道）／陳宏瑋（MOMO親子台））
神保中學部校長，與想辦法校長是雙胞胎兄弟，口頭禪和弟弟一樣。
鈴木老師（配音員： 坂東尚樹； 陳幼文（52、63集）→陳進益（82集起）（CN卡通頻道）／黃天佑（MOMO親子台））
神保中學1年8班導師，教授國文，是不錯的老師，反對千石老師對羽山秋人的惡劣態度。
千石老師（配音員： 中村大樹； 陳幼文（CN卡通頻道）／黃天佑（MOMO親子台））
神保中學1年1班導師，教授理化，個性極度陰險。學生時期曾受到壞同學霸凌，因此仇視在他眼裡所謂品行惡劣的學生，由於相信人不會輕易改變，所以認為壞學生不可能改善。開學之初就和羽山秋人結下了樑子，視他為眼中釘，一逮到機會就找他麻煩，想盡一切辦法逼羽山退學，連對紗南也絲毫不客氣。
在動畫版中干涉羽山和風花的交往，讓風花的父母對他的印象完全是一個壞孩子，導致風花眼睛失明的事件對羽山更不能原諒。在學生傷害事件中（漫畫版為小森，動畫版為中尾），拼命將全部的過錯推在羽山身上。在動畫版最終由於風花在校長和其他老師面前揭發而引咎辭職。

### 其他角色
來海麻子（配音員： 仲尾梓 / 岡村明美； 許雲雲（CN卡通頻道）／錢欣郁（MOMO親子台））
5月20日出生。金牛座。A型。被紗南視為偶像的女明星。其真實身分是阿玲在高中時代的女友，因為想成為演員和阿玲分手，後來見到阿玲後想和他復合被紗南視為情敵，在紗南放下與阿玲的感情後與阿玲復合。有和紗南一起參與和羽山家最初家境相似的單元劇以及電影水之館。動畫版中為了讓自己的演技更上一層樓，而前往倫敦進修兩年的表演課程，完結篇與導演小野幹雄結婚。
加村直澄（配音員： 南央美； 許雲雲（CN卡通頻道）／雷碧文（MOMO親子台）； 龍德瓊）
日美混血兒。1983年2月10日出生（※動畫是1985年）。水瓶座。A型。和紗南被遺棄的同一所孤兒院長大，喜歡紗南，和紗南一樣是童星，小時候因為喜歡紗南所以才會變成童星，因為混血兒的英俊外表而大受歡迎，雖然一開始和羽山水火不容，但後來改變心意，轉而幫助紗南和羽山。喜好以吹奏小喇叭的方式來提振精神，煩躁不安時亦然。爸爸是美國有名的製作人，媽媽是沒有才能的演員（原著中並沒有提到他的父母，紐約篇是動畫原創）。動畫版中在紐約和紗南一路相互扶持因而開始有短暫交往，隨後意識到紗南仍是喜歡羽山而和她分手，但仍說會永遠喜歡紗南。
在番外篇Misty Blue，成年後的他和另一位男演員交往同居（本人表示是因為太喜歡紗南導致無意再另結新歡）。
恩多武藏（配音員： 石川正明→森訓久； 陳幼文（CN卡通頻道）／黃天佑（MOMO親子台））
實紗子的同事，因為工作的關係，每次必須要叫實紗子快交稿，但每次都被實紗子捉弄。
鹿島良助（配音員： 津田健次郎； 陳幼文（CN卡通頻道）／黃天佑（MOMO親子台））
實紗子的前夫，與實紗子離婚後還常常來與實紗子借錢，只成功過一次（在第97集中出現過難得一見的認真表情），只不過其他每次都會被紗南和實紗子打飛。
小野幹雄（配音員： 松山鷹志； 陳幼文（CN卡通頻道）／黃天佑（MOMO親子台）））
電影「水之館」的導演，是個拍愛情故事片的高手，但是每次出場都像鬼魂一樣，而且喜歡用危險物品增加效果。動畫完結篇與來海麻子結婚。
坂井佳子（配音員： 土井美加； 雷碧文（MOMO親子台））
紗南的親生母親，14歲時未婚懷孕而生下紗南，導致不知所措而將之棄置於公園。於動畫版第19集和紗南相遇，向紗南提出一同生活的要求，雖然最後被紗南拒絕，但是紗南心中很感謝她將她生下。現已再婚，和丈夫一同經營一家乾洗店，重新育有一女真理子。
坂井真理子（配音員： 齋藤彩夏； 謝佼娟（CN卡通頻道）／龍顯蕙（MOMO親子台））
紗南同母異父的妹妹，長相和紗南有些相似，也是紗南的小影迷，但並不知道自己與紗南之間的關係。雖說是同母異父，但紗南很喜歡這個妹妹。
在動畫版第23集爲了找紗南玩而失蹤，因此搞的紗南等人七上八下的。
高石裕太（配音員： 長澤直美； 謝佼娟（CN卡通頻道）／林美秀（MOMO親子台））
風花的前男友，因為高石知道風花的初吻沒了而產生誤會，後來因為風花搬回東京，所以和跟志津交往但後來分手了。動畫版中在紗南等人的幫助下和風花復合。
志津（配音員： 荒木香惠； 許雲雲（CN卡通頻道）／龍顯蕙（MOMO親子台））
高石的現任女友。小学时一直暗恋高石，在高石和风花疏远后向高石告白，后开始交往，明白高石还喜欢着风花，曾请求风花不要夺走高石。後來在交往期間，由於高石還惦記著與風花的感情，因此後來才與志津分手。

### 動畫版原創角色

#### 小學、中學篇
巴比特（配音員： 引田智子，一部分為赤土真弓； 許雲雲（CN卡通頻道）／雷碧文（MOMO親子台））
來路不明的生物，是蝙蝠和兔子的合体，雄性。怕蛇。為動畫版中的吉祥物，穿插在全劇裡，在每集中負責串場及擔任旁白，有時還會糾正紗南的錯誤用詞或解釋專有名詞，不時出來吐槽，而其圖案廣泛出現在許多地方，如主要人物的衣服上、布魯布魯的身上。在動畫中還有專屬的巴比特數數歌。名字是bat（蝙蝠）和rabbit（兔子）組合而成。
善次郎（配音員： 善次郎本人； 陳幼文（CN卡通頻道）／黃天佑（MOMO親子台））
「善次郎的玩偶遊戲」節目主持人，是名諧星，關西人，跟風花都有關西腔。最讓他不寒而慄的是凌波舞的音樂聲，代表他會不自覺的被強迫和安藤老師跳凌波舞。
東大和實吉（配音員： 陳進益（CN卡通頻道）／陳宏瑋（MOMO親子台））
善次郎的經紀人，育有一女多羅羅。
內山田小弟（配音員： 石井直子； 陳幼文（CN卡通頻道）／雷碧文（MOMO親子台））
「善次郎的玩偶遊戲」節目固定班底，到哪裡都在吃東西。
倉田靜（配音員： 京田尚子）
實紗子之母，紗南的外婆，是群馬縣草津倉田屋老闆娘（泡溫泉的地方），跟實紗子一樣愛想怪點子；很希望實纱子回草津繼承倉田屋，甚至動歪腦筋到紗南身上，只是都沒得逞。
片桐三造（配音員： ショッカーO野； 陳幼文（CN卡通頻道）／黃天佑（MOMO親子台））
倉田屋的管家。
黑崎利三（配音員： 內田直哉； 陳進益（第30、31集）→陳幼文（第47至49集）（CN卡通頻道）／周學禮（MOMO親子台））
八卦記者。因為非常纏人，所以有個綽號叫「蛇記者」。做事很極端。曾有段時間想挖出有關紗南的新聞，但最後決定停手。個性上雖然有些陰險，但其實還保有些人性。對自己的子女非常疼愛！家中有個祥子和達也分別是他的女儿和儿子（兩人皆是紗南的影迷）。家境和羽山家有些相似。不時會扮鬼臉嚇走巴比特。
飛田真由（配音員： 麻生香保里； 許雲雲（CN卡通頻道）／錢欣郁（MOMO親子台））
從小就為了當明星而努力,所以犧牲了需多跟同輩玩的時間,剛開始看到倉田紗南的時候,抱持著忌妒的態度,還喜歡加村直澄,小六隊成員之一。
綾乃花丸小路智美（配音員： 西村知美； 朱憶華（34集）→謝佼娟（80集）（CN卡通頻道）／龍顯蕙（MOMO親子台））
是一個好女孩,長得像洋娃娃一樣,曾拍一個綠茶廣告,廣告裡的模樣楚楚可憐而爆紅,看似柔弱,但其實態度還蠻強硬的小六隊成員。
五條武史（配音員： 高橋廣司； 陳進益（CN卡通頻道）／葉三陽（MOMO親子台））
紗南的親生父親，通稱「阿武」，一次紗南被某家經紀公司陷害，導致幾乎沒有人找紗南拍攝廣告等等。而在阿玲的努力爭取之下，終於接到了一個小角色而認識了同樣是「過氣的明星」→「五條武史」。兩人的感情十分親密，但這時紗南和五條的關係，引起了黑崎的注意，因而展開調查，証實他們真的是父女，但在一次偶然的機會中，實紗子得知五條身患不治之疾，因此決定隱瞞，讓父女倆能留下最後一段美好回憶。不過黑崎終於忍不住對正在住院的五條說出了實情，因此他決定到拍攝現場拍完最後一幕，卻因身體不支而去世，而在他死前，紗南也終於知道了實情。
在漫畫版中紗南的親生父親是親生媽媽的叔叔，並且早已病逝。
中尾翔太（配音員： 小西寬子； 陶敏嫻（CN卡通頻道）／龍顯蕙（MOMO親子台））
神保中學1年1班的學生，因羽山發給他空手道社的傳單而加入空手道社，隔天由於練習太累向學校請假，中斷了全勤的紀錄，之後，羽山的一句「你不適合空手道。」及千石老師的忽略，使他大受打擊，覺得自己失去了人生的意義，並把全校的板擦拿走，將自己鎖在北校舍的空手道社辦公室。
最後在紗南及羽山的勸說下重新找到活下去的動力。
幸司（配音員： 長澤美樹； 朱憶華（CN卡通頻道）／ 龍顯蕙（MOMO親子台））
加村學園的學生，性格孤僻，紗南稱他為「縮小版的羽山」。
大地詩織（配音員： 荒木香惠； 龍顯蕙（MOMO親子台））
和羽山的媽媽是高中同學，在動畫版第二十八集的掃墓中有出現過。羽山爸爸得知此事後不久，便約她談論一些事。當時紗南還以為是羽山爸爸再婚對象。但最後其實是羽山爸爸想要透過她來告訴羽山有關母親的記憶。
尾崎里穗/尾崎里惠（配音員： 岩坪里江； 朱憶華（CN卡通頻道）／錢欣郁（MOMO親子台））
動畫版在紐約篇之後成為直澄的新經紀人，聲音極為尖銳，奉勸直澄不能老是一直靠紗南來襯托自己。
溝口桂司（配音員： 柏倉努； 陳幼文（CN卡通頻道）／黃天佑（MOMO親子台））
在紗南與直澄從紐約歸國後主演的連續劇「Little Love」的編劇，因為紗南說不出「你是惡魔」這句台詞而把她換掉，間接成為害她被演藝圈排擠的兇手。後來從直澄口中得知真相後對她改觀，邀請紗南拍攝他所企劃的數學教學錄影帶，並採納了紗南和風花的想法。時常把巴比特誤認為是蟲子而受驚嚇。

#### 紐約篇
蓋瑞．哈米爾頓/傑利．漢彌頓（配音員： 麦人； 陳進益（CN卡通頻道）／陳宏瑋（MOMO親子台））
西西爾和直澄的爸爸，是百老匯有名的製作人，長的很像羽山爸爸，簡直是美國版的羽山爸爸。
蜜雪兒．哈米爾頓/米雪兒．漢彌頓（配音員： 榊原良子； 朱憶華（CN卡通頻道）／錢欣郁（MOMO親子台））
西西爾的媽媽，是有名的舞蹈老師，一開始很討厭直澄與紗南，因為他知道直澄是哈米爾頓的兒子，但後來在誤會解開後，對紗南與直澄變得親切許多。
西西爾．哈米爾頓/西露．漢彌頓（配音員： 興梠里美； 許雲雲（CN卡通頻道）／龍顯蕙（MOMO親子台））
是直澄同父異母的妹妹，很愛慕直澄，眼睛顏色和直澄眼睛的顏色一樣。長得很可愛。一開始亦和哈米爾頓家有一些心結，不過進行了溝通之後總算讓父母了解她的想法。
南西/拉姆西（配音員： 天野慶子）
哈米爾頓家的女傭，布萊德的母親，長得跟志村太太很像。
布萊德/布勞德（配音員： 中崎達也； 朱憶華（CN卡通頻道）／錢欣郁（MOMO親子台））
長得很像羽山，簡直就是美國版的羽山。因為直澄身世的緣故，一開始想把紗南和直澄趕回日本，不過後來和紗南、直澄變成了好朋友。喜歡西西爾。
水口優子（配音員： 天野由梨； 謝佼娟（CN卡通頻道）／龍顯蕙（MOMO親子台））
直澄的媽媽，長得很漂亮，一開始想和直澄住在一起，是因為想利用直澄來實現自己的演員夢想，但後來失敗了。
力克/瑞克（配音員： 江原正士； 陳幼文（CN卡通頻道）／黃天佑（MOMO親子台））
披薩店店員，水口優子的男朋友，目前跟水口優子在一起，知道直澄的身世。
邦尼（配音員： 江原正士； 陳幼文（CN卡通頻道）／黃天佑（MOMO親子台））
當紗南和直澄等人被哈米爾頓家和布萊德排擠而出外找房子時，提供房子給他們居住的人，非常照顧紗南和直澄等人。

## 出版書籍
| 冊數 | 集英社     | 集英社                 | 尖端出版社     | 尖端出版社           |
| 冊數 | 發售日期   | ISBN                   | 發售日期       | EAN                  |
| ---- | ---------- | ---------------------- | -------------- | -------------------- |
| 1    | 1995年4月  | ISBN 978-4-08-853791-7 | 2004年8月10日  | EAN 471-0614-36946-7 |
| 2    | 1995年9月  | ISBN 978-4-08-853817-4 | 2004年9月24日  | EAN 471-0614-36947-4 |
| 3    | 1996年2月  | ISBN 978-4-08-853840-2 | 2004年11月6日  | EAN 471-0614-36948-1 |
| 4    | 1996年7月  | ISBN 978-4-08-853867-9 | 2004年12月16日 | EAN 471-0614-36949-8 |
| 5    | 1996年12月 | ISBN 978-4-08-853892-1 | 2005年4月20日  | EAN 471-0614-36950-4 |
| 6    | 1997年5月  | ISBN 978-4-08-856016-8 | 2005年4月21日  | EAN 471-0614-36951-1 |
| 7    | 1997年10月 | ISBN 978-4-08-856042-7 | 2005年5月13日  | EAN 471-0614-36952-8 |
| 8    | 1998年3月  | ISBN 978-4-08-856068-7 | 2005年6月15日  | EAN 471-0614-36953-5 |
| 9    | 1998年8月  | ISBN 978-4-08-856094-6 | 2005年7月5日   | EAN 471-0614-36954-2 |
| 10   | 1999年1月  | ISBN 978-4-08-856119-6 | 2005年7月22日  | EAN 471-0614-36955-9 |

| 冊數 | 集英社         | 集英社             |
| 冊數 | 發售日期       | ISBN               |
| ---- | -------------- | ------------------ |
| 1    | 2003年7月15日  | ISBN 4-08-855099-4 |
| 2    | 2003年7月15日  | ISBN 4-08-855100-1 |
| 3    | 2003年8月8日   | ISBN 4-08-855101-2 |
| 4    | 2003年8月8日   | ISBN 4-08-855102-8 |
| 5    | 2003年10月15日 | ISBN 4-08-855103-6 |
| 6    | 2003年11月14日 | ISBN 4-08-855104-4 |
| 7    | 2003年12月15日 | ISBN 4-08-855105-2 |

| 冊數 | 集英社        | 集英社                 |
| 冊數 | 發售日期      | ISBN                   |
| ---- | ------------- | ---------------------- |
| 1    | 2007年1月18日 | ISBN 978-4-08-618567-7 |
| 2    | 2007年1月18日 | ISBN 978-4-08-618568-4 |
| 3    | 2007年3月16日 | ISBN 978-4-08-618569-1 |
| 4    | 2007年3月16日 | ISBN 978-4-08-618570-7 |
| 5    | 2007年5月18日 | ISBN 978-4-08-618571-4 |
| 6    | 2007年5月18日 | ISBN 978-4-08-618572-1 |
| 7    | 2007年7月18日 | ISBN 978-4-08-618573-8 |

## OVA
電視動畫放映開始前一年（1995年12月16日）發售一集共30分鐘的原創錄影帶動畫。主要製作由J.C.STAFF負責。製作人員、擔當聲優等也會之後的電視版有很大的不同。故事以原作初期的短篇集來改編，劇情內容有點嚴肅。
製作團隊
- 原作 - 小花美穂
- 腳本 - 菅沼あかね
- 人物設計、作畫監督 - 佐佐木守
- 分鏡 - 井内秀治
- 演出 - 島崎奈奈子
- 美術監督 - 榎崎知惠子
- 攝影監督 - 大瀧勝之
- 音響監督 - 藤山房伸
- 畫面配置檢查 - 安藤真裕
- 色彩設計 - 志甫聰子
- 美術設計 - 平澤晃弘、光永哲子
- 音樂 - 古賀弘史
- 監督 - 鈴木行
- 主要製作 - J.C.STAFF
- 製作、著作 - 集英社

主題歌
- 「こどものきもち」

作詞・作曲 - 小花美穗 / 編曲 - 古賀弘史 / 歌 - 橫山智佐

## 電視動畫

### 製作團隊
- 原作 - 小花美穂
- 監督 - 大地丙太郎
- 人物設計 - 渡邊一
- 作畫監督（總作畫監督） - 時永宜幸
- 美術監督 - 土師勝弘→高橋久嘉→中山恭子
- 攝影監督 - 羽山泰功→赤沢賢二
- 系列構成/演出協力 - 高橋良輔
- 音樂 - 冨田惠一、安部純、武藤星兒
- 音響監督 - 淺梨なおこ→山田智明
- 製作人 - 小林教子（東京電視台）、松下洋子（NAS）
- 系列構成 - 平見瞠（83 - 102話）
- 色彩設定 - 橫井正人→藤田弘美
- 編輯 - 松村正宏、山森重之
- 標題 - マキ・プロ
- 影像 - 東京現像所
- 音響效果 - 岡瀬晶彥（東洋音響）→神保大介（スワラプロダクション）→横山正和→須藤輝義→有田利樹（スワラプロダクション）
- 候補製作人 - 早乙女弘→小林功治→重松征史
- 製作擔當 - 杉村重郎
- 製作指揮 - 三谷太地
- 廣報擔當 - 神宮綾→佐伯真美（東京電視台）
- 動畫製作 - GALLOP
- 製作 - Chu!東京電視台、NAS

### 劇集列表
| 話數 | MOMO親子台標題／卡通頻道標題                                                                        | 劇本               | 分鏡                 | 演出                 | 作畫監督           | 首播日期       |
| --- | --------------------------------------------------------------------------------------------------- | ------------------ | -------------------- | -------------------- | ------------------ | -------------- |
| 1 | 我是一個養了小白臉的小學生／我是明星小學生 （）                                                     | 平見瞠             | 大地丙太郎           | 大地丙太郎           | 工藤裕加           | 1996年4月5日   |
| 倉田紗南是神保小學六年三班的學生，也是知名童星。她的班級被問題學生羽山秋人搞得一團亂，但秋人手上握有田中老師的把柄，讓老師也拿他沒辦法。紗南對此非常生氣，在電視節目上批評秋人，次日，紗南在學校遭到男同學霸凌，在男同學準備圍毆她時，秋人喝令大家離去，不要理會紗南。紗南想知道為何秋人會這麼做。 | |                    |                      |                      |                    |                |
| 2 | 教室變成猴子山／教室簡直就像猴子山 （）                                                             | 金春智子           | 櫻井弘明             | 櫻井弘明             | 音地正行           | 1996年4月12日  |
| 紗南和秋人的衝突演變成班級上女生與男生的對抗，在秋人命令下，男生們把紗南的朋友真弓推下池塘並逼她吃水草，紗南救出她後，甩了秋人一巴掌。之後秋人私下威脅她，男生們把她監禁在學校頂樓，之後紗南聯絡經紀人兼男友相模玲救出自己，但紗南還是錯過拍定裝照的時間，這是她首次在工作上遲到。                 | |                    |                      |                      |                    |                |
| 3 | 以牙還牙齒以眼還眼珠大作戰／眼珠牙齒大作戰 （）                                                     | 丸尾美浦           | 大地丙太郎           | 和田裕一             | 和田高明           | 1996年4月19日  |
| 紗南得知秋人的弱點是懼高，她本想利用這點，卻沒能成功。紗南得知秋人握有田中老師與三屋老師在校親熱的照片，玲建議紗南拍張秋人難堪的照片，藉此威脅他。在監視時，紗南發現秋人和他家人的關係非常惡劣。之後紗南拍到秋人裸露下體的照片，要求他交出老師的照片。                                             | |                    |                      |                      |                    |                |
| 4 | 孤獨的一匹狼／孤獨一匹狼 （）                                                                       | 桶谷顯             | 三條なみみ           | 難波日登志           | 馬場俊子           | 1996年4月26日  |
| 秋人因為照片而不再是男同學中的老大，另一位男學生五味有意取而代之，雙方暴力相向。紗南表示秋人若還擊就會公布照片，但因為他被打得太慘，紗南允許他揍一拳，接著秋人一拳將五味打昏。紗南注意到秋人總是獨來獨往，並在意他的家庭問題。                                                                     | |                    |                      |                      |                    |                |
| 5 | 陰沉的羽山何去何從。／憂鬱的羽山該何去何從。 （）                                                   | 平見瞠             | 櫻井弘明             | 櫻井弘明             | 音地正行           | 1996年5月3日   |
| 紗南發現秋人與自己的家庭氣氛截然不同。她得知秋人的生母在生下他時難產而死，使他姐姐夏美非常討厭他，並稱他「惡魔」。 | |                    |                      |                      |                    |                |
| 6 | 豬頭親子蓋飯難吃到吞不下去／笨蛋親子丼, 難以下嚥 （）                                               | 金春智子           | 大地丙太郎、櫻井弘明 | 和田裕一             | 真庭秀明           | 1996年5月10日  |
| 紗南決心在她演出的下部電視劇中讓人留下深刻印象，該劇講述和秋人家有類似問題的家庭。紗南還要求秋人的父親和家人一同收看節目，但因為秋人離家而未能實現。紗南找到秋人後充當他的媽媽，並注意到他發燒了。之後秋人的父親把秋人帶回家，而紗南也心滿意足。                                                   | |                    |                      |                      |                    |                |
| 7 | 來海來了來了重量級的情敵／來海姐姐的情敵 （）                                                       | 丸尾美浦           | 渡邊慎一             | 大畑清隆             | 林桂子             | 1996年5月17日  |
| 紗南注意到每當自己遇見藝人麻子時，經紀人玲就會不見蹤影，之後在訪談節目上，紗南提到玲在成為經紀人是無家可歸的流浪漢，而麻子也意識到她指的是自己的前男友。紗南認為麻子是自己的情敵。 | |                    |                      |                      |                    |                |
| 8 | 充滿果汁味的初吻／果汁滋味的初吻 （）                                                               | 桶谷顯             | 高瀬節夫             | 高瀬節夫             | 亀井隆             | 1996年5月24日  |
| 校外教學期間，秋人因為登上瞭望台而不舒服，紗南聽說果汁可以緩解不適，便買了果汁給他。但紗南途中跌了一跤，果汁淋了秋人一頭濕，在紗南幫秋人擦臉時，秋人傾身吻了紗南。 | |                    |                      |                      |                    |                |
| 9 | 紗南的戀情危機重重／熱呼呼的紗南的戀情 （）                                                         | 平見瞠             | 櫻井弘明             | 櫻井弘明             | 和田高明           | 1996年5月31日  |
| 紗南因為初吻被奪走感到憤怒，採取各種手段表現出對秋人的敵意，不過紗南的母親美紗子顯得不在意，並希望秋人好好對待紗南。麻子和玲會面，問起兩人分開後他的遭遇，玲堅稱紗南是自己目前最重視的人。 | |                    |                      |                      |                    |                |
| 10 | 我的感情像小雞般跳開了／愛情飛走了 （）                                                             | 金春智子           | 渡邊慎一             | 池端隆史             | 馬場俊子           | 1996年6月7日   |
| 紗南想給同學小剛的妹妹碧乃驚喜，秋人卻認為不該製造假象，而此事件也讓紗南發現自己與玲之間的感情並非愛情。紗南傷心地離家出走，秋人耐心地聽她傾訴煩惱，之後紗南感謝玲帶給自己的美夢。 | |                    |                      |                      |                    |                |
| 11 | 父親啊，你是我心目中的好父親／爸爸! 你是我的爸爸 （）                                               | 丸尾美浦           | 大地丙太郎           | 和田裕一             | 音地正行           | 1996年6月14日  |
| 紗南面對玲和麻子的關係變成熟了一些，羽山家的父親因過勞而住院，所幸沒有大礙。之後紗南給秋人一台呼叫器，讓他能隨時聯絡自己。 | |                    |                      |                      |                    |                |
| 12 | 這次換紗南變成孤單一匹狼／這次換紗南變成孤獨一匹狼 （）                                             | 桶谷顯             | 石山貴明             | 福多潤               | 安部正己           | 1996年6月21日  |
| 紗南的廣告接不完，導致她忘記出席朋友的慶生會，她的朋友很生氣，而她也遭到排擠。秋人和小剛為她說話，而她的朋友也原諒她了。 | |                    |                      |                      |                    |                |
| 13 | 我的姓氏以後要被迫改掉了／我的名字變得不一樣了 （）                                                 | 平見瞠             | 渡邊慎一             | 渡邊慎一             | 真庭秀明           | 1996年6月28日  |
| 小剛的雙親離婚，小剛因此搬家。紗南的同學亞矢公開向小剛告白，秋人為了自己的戀情，便希望兩人交往。 | |                    |                      |                      |                    |                |
| 14 | 那年夏天的約定-精彩上集／約定的夏天上篇 （）                                                        | 丸尾美浦           | 渡邊慎一             | 大畑清隆             | 馬場俊子           | 1996年7月5日   |
| 紗南對自己的父親一無所知，美紗子承諾會向她坦白。學校進行校外教學，紗南看似開朗，心中卻擔憂關於父親的真相可能會破壞現有的幸福生活，而秋人也注意到她的擔憂。 | |                    |                      |                      |                    |                |
| 15 | 那年夏天的約定-精彩續集／約定的夏天 續集 （）                                                       | 金春智子           | 藤森一真             | 高瀬節夫             | 亀井隆             | 1996年7月12日  |
| 秋人安慰紗南，讓她見到秋人難得的一面。從校外教學歸來後，紗南的下個工作是和知名童星加村真澄合拍廣告。 | |                    |                      |                      |                    |                |
| 16 | 緊張緊張，一次兩種緊張感／兩件讓我緊張的事 （）                                                     | 桶谷顯             | 石山貴明             | 福多潤               | 安部正己           | 1996年7月19日  |
| 真澄是紗南的狂熱粉絲。紗南演出舞台劇，並邀請她的同學和老師觀劇，真澄在謝幕後上台向紗南獻花，讓秋人忌妒不已。 | |                    |                      |                      |                    |                |
| 17 | 意外！媽媽的書令人吃驚／出人意外的媽媽的書 （）                                                     | 平見瞠             | 和田裕一             | 和田裕一             | 和田高明           | 1996年7月26日  |
| 美紗子的新書《女兒與我》出版，書中揭示紗南是11年前美紗子從公園長椅上撿來的棄嬰，紗南因此遭受媒體熱烈關注，秋人和真澄爭先恐後地想為她排除壓力。 | |                    |                      |                      |                    |                |
| 18 | 肚子餓的兩人玩起躲貓貓／兩個小餓鬼的捉迷藏 （）                                                     | 丸尾美浦           | 櫻井弘明             | 櫻井弘明             | 音地正行           | 1996年8月2日   |
| 秋人騎車衝到紗南家，把她載回自家避風頭。另一方面，真澄召開記者會宣布重大假消息，試圖轉移新聞焦點。紗南表示，出版此書的目的是希望找到自己的生母。 | |                    |                      |                      |                    |                |
| 19 | 女兒哭得稀哩嘩啦 媽媽也跟著哭／女兒哭哭, 媽媽也哭了 （）                                            | 金春智子           | 大地丙太郎           | 和田裕一             | 小林一三           | 1996年8月9日   |
| 紗南的生母坂井佳子登門拜訪，紗南與她見面，並與同母異父的妹妹玩得很開心，但當她的生母提出想和紗南同住的請求時，紗南予以拒絕，並表示兩人往後不會再見面。之後美紗子向紗南致歉。 | |                    |                      |                      |                    |                |
| 20 | 紗南趣味問答-真好玩／紗南猜謎好好玩 （）                                                            | 大地丙太郎         | 大地丙太郎           | 大地丙太郎           | -                  | 1996年8月16日  |
| 該集以猜謎節目的形式回顧先前故事，為總集篇。 | |                    |                      |                      |                    |                |
| 21 | 他可能是縮小版的羽山喔／他可能是小號的羽山 （）                                                     | 桶谷顯             | 大畑清隆             | 織田美浩             | 馬場俊子           | 1996年8月23日  |
| 紗南和真澄一起造訪加村學園，學園裡一位看起來很像秋人的小男孩把紗南弄得七葷八素，所幸兩人之後化解僵局，大家也和樂融融。 | |                    |                      |                      |                    |                |
| 22 | 空手道之心與退出宣言／用學空手道的決心退出演藝圈 （）                                               | 平見瞠             | 渡邊慎一             | 福多潤               | 安部正己           | 1996年8月30日  |
| 秋人開始在道場學空手道，但他只想習武，無意修心，起初表現差強人意。紗南考慮退出演藝圈，回歸普通的學校生活，但後來決定雙邊都要兼顧。 | |                    |                      |                      |                    |                |
| 23 | 天氣晴但卻下落不明／偶而失蹤的小孩 （）                                                             | 丸尾美浦           | 藤森一真             | 高瀬節夫             | 亀井隆             | 1996年9月6日   |
| 紗南透過電視對妹妹真理子說話，真理子想找紗南便獨自行動，因此下落不明。之後紗南幫忙找到真理子。 | |                    |                      |                      |                    |                |
| 24 | 算數人生只能獨行／數學人生真是無聊 （）                                                             | 金春智子           | ドラゴン             | 和田裕一             | 和田高明           | 1996年9月13日  |
| 因為六年三班幾乎沒在上課，使得他們必須經過考試才能上中學，紗南的數學奇差無比，安藤老師稱她恐將被留級。為了協助紗南，秋人再次拿照片威脅老師，並間接促使學生們懇求安藤老師將考試日期延後。 | |                    |                      |                      |                    |                |
| 25 | 貼在心中傷口的OK繃？／令人傷心的事? （）                                                            | 桶谷顯             | 櫻井弘明             | 櫻井弘明             | 音地正行           | 1996年9月20日  |
| 真弓仍對秋人有心理陰影，而秋人也深懷愧疚，紗南用各種方式試圖解決此問題。在共同照顧一隻生病的兔子後，兩人的關係稍有改善。 | |                    |                      |                      |                    |                |
| 26 | 公雞咕咕叫的早晨來臨了／雞啼的早晨來臨了 （）                                                       | 平見瞠             | 玉野陽美             | 玉野陽美             | 森中正春           | 1996年9月27日  |
| 紗南送給碧乃的小雞長大了，成日雞啼讓小剛睡眠不足，也導致鄰里關係不睦。眾人決議先讓雞暫住在紗南家的庭院，之後移到校內鳥舍。 | |                    |                      |                      |                    |                |
| 27 | 要同情我不如借錢給我／同情我就借我錢 （）                                                           | 丸尾美浦           | 渡邊慎一             | 渡邊慎一             | 渡邊伸弘           | 1996年10月4日  |
| 美紗子的前夫鹿島良助登門借錢，紗南決定幫他一把，和搞笑藝人善次郎一起主持節目替他還賬。秋人和小剛以為她遭壞人綁架而動身救人，事後才知是誤會一樁。 | |                    |                      |                      |                    |                |
| 28 | 充滿愛意的羽山爸爸之歌／陷入熱戀的羽山爸爸之歌 （）                                                 | 金春智子           | 高本宣弘             | 福多潤               | 安部正己           | 1996年10月11日 |
| 在秋人的生日、即秋人母親的忌日，紗南和小剛陪羽山一家去掃墓，並遇見一位美女。紗南認為那是他的第二春對象，並積極想拆散兩人，最後才發現全是誤會。 | |                    |                      |                      |                    |                |
| 29 | 媽媽的媽媽真的來了／媽媽的媽媽來了 （）                                                             | 平見瞠             | 高瀬節夫             | 高瀬節夫             | 亀井隆             | 1996年10月18日 |
| 美紗子的母親倉田靜上門，為她安排大量相親，並積極地想把她帶回草津町繼承溫泉旅館「倉田屋」。在計劃失敗後，她盤算讓紗南繼承並也安排相親，紗南認為來日方長，沒有給出答覆。 | |                    |                      |                      |                    |                |
| 30 | 當我的男朋友一定要忍耐／為了他，我要忍耐 （）                                                       | 桶谷顯             | 渡邊慎一             | 渡邊慎一             | 和田高明           | 1996年10月25日 |
| 麻子和當紅偶像傳出緋聞，一度讓玲心神不寧，然而緋聞都是記者穿鑿附會，麻子並未背叛與玲的約定。 | |                    |                      |                      |                    |                |
| 31 | 蛇不脫鞋子就跑上來了／死纏爛打的狗仔隊 （）                                                         | 丸尾美浦           | 大地丙太郎           | 櫻井弘明             | 望月謙             | 1996年11月1日  |
| 記者黑崎跟蹤紗南，拍到她和秋人的照片作為緋聞材料，紗南氣得上門理論，並遇見黑崎的小孩，便動之以情，讓黑崎決定不公開這張照片。 | |                    |                      |                      |                    |                |
| 32 | 爸爸, 你被警察逮捕了／爸爸, 你被捉走了 （）                                                         | 金春智子           | 寺東克己             | 渡邊健一郎           | 渡邊信弘           | 1996年11月8日  |
| 小剛的父親飲酒鬧事，遭警方逮捕，導致小剛和妹妹遭到霸凌，但小剛比紗南想像中的堅強許多，而事後也證明小剛的父親是為了救人才出手。在小剛的父親出獄時，小剛也前去迎接。 | |                    |                      |                      |                    |                |
| 33 | 愛情有股咖哩的味道／愛有咖哩的味道 （）                                                             | 桶谷顯             | 高本宣弘             | 高本宣弘             | 音地正行           | 1996年11月15日 |
| 三班的男生和女生為了打掃而吵架，田中老師站在男生那方，三屋老師則為女生說話，兩人還將私事混為一談。最後雙方陣營進行決戰，而三屋和田中也發現彼此愛著對方，雙方恢復和平。 | |                    |                      |                      |                    |                |
| 34 | 一起唱歌的心是3-2-1／心靈之歌,三二一 （）                                                           | 丸尾美浦           | 大地丙太郎           | 福多潤               | 安部正己           | 1996年11月22日 |
| 善次郎的生日將近，紗南打算為他辦生日會。紗南因為節目企劃而結識童星智美、真由。性格拘謹且高傲的真由處處針對紗南，卻總是聰明反被聰明誤。之後她承認紗南有著無與倫比的笑容，並參加了生日會，和智美、紗南一起表演歌舞。                                                                                 | |                    |                      |                      |                    |                |
| 35 | 這個禮物其實不單純／送愛的禮物是有原因的 （）                                                       | 平見瞠             | 玉野陽美             | 玉野陽美             | 亀井隆             | 1996年11月29日 |
| 熱戀中的亞矢和小剛引起其他男生不滿，他們偽造情書送給小剛，讓小剛意亂情迷，而關於小剛劈腿的謠言也甚囂塵上。事後秋人和紗南揭露偽造情書之事，小剛向亞矢致歉，亞矢回贈餅乾以示心意。 | |                    |                      |                      |                    |                |
| 36 | 帶我去草津好嗎／帶我去草津嘛 （）                                                                   | 平見瞠             | 松井仁之             | 松井仁之             | 渡邊一             | 1996年12月6日  |
| 倉田靜邀紗南到倉田屋遊玩，羽山一家也因家族旅行到了同一處，兩家人和樂融融。紗南和秋人無意間聽到黑道威脅要接掌旅館，紗南為了保護旅館挺身而出，之後發現黑道只是安排的暗樁。 | |                    |                      |                      |                    |                |
| 37 | KISS之戰 空手道對上小喇叭／接吻大戰，空手道對抗小喇叭 （）                                          | 金春智子           | 藤森一真             | 鈴木吉男             | 望月謙             | 1996年12月13日 |
| 紗南打算舉辦自己和秋人的中間生日派對兼耶誕派對，真澄對此感到忌妒，並對他表明自己將在廣告中和紗南有吻戲，藉此動搖秋人。正式開拍時，紗南無法接受吻戲，在得知是臉頰之吻後，紗南順利完成廣告，並特地將此事告訴秋人。                                                                                   | |                    |                      |                      |                    |                |
| 38 | 噗通噗通KISS快樂聖誕夜／心跳之吻的聖誕節 （）                                                       | 金春智子           | 渡邊慎一             | 渡邊慎一             | 音地正行           | 1996年12月20日 |
| 秋人不確定要送什麼耶誕禮物，因此空手參加耶誕派對，雖然紗南已經感受到他的心意，他還是堆了個雪人，用以回贈紗南贈送的恐龍擺飾。秋人決定直截了當地表露心意，他吻了紗南，而紗南也沒有抗拒這個吻。 | |                    |                      |                      |                    |                |
| 39 | 100隻羽山蛾出來作亂囉／一百隻羽山蛾撒燐粉 （）巴比卡-逼逼卡-巴巴比巴-／巴比卡-逼逼卡-巴巴比巴- （） | 平見瞠、大地丙太郎 | 渡邊慎一、大地丙太郎 | 渡邊健一郎           | 渡邊伸弘           | 1997年1月3日   |
| 由兩支奇幻短篇組成：其一是「羽山蛾」把所有人變成蛾。其二是以原始時代為背景、前幾集內容的合集。 | |                    |                      |                      |                    |                |
| 40 | 某天突然變成無家可歸的小孩／某日很突然成為無家可歸的人 （）                                         | 桶谷顯             | 杉島邦久             | 福多潤               | 淺沼昭弘、花輪弘昌 | 1997年1月10日  |
| 美紗子作保的公司倒閉，讓倉田家宣告破產，紗南和美紗子搬到公寓但仍樂觀以對。然而，玲發現紗南的通告接連遭到取消。 | |                    |                      |                      |                    |                |
| 41 | 我被那個人放逐了／我被那個人封殺了 （）                                                             | 丸尾美浦           | 玉野陽美             | 玉野陽美             | 亀井隆             | 1997年1月17日  |
| 紗南接不到節目通告和廣告演出，並得知自己遭到裝飾經紀公司封殺，該公司的目的挖紗南到自己旗下，紗南沒有屈服對方的詭計。 | |                    |                      |                      |                    |                |
| 42 | 截稿時間迫在眉梢快來不及啦／截稿, 趕不及趕不及了 （）                                               | 金春智子           | 池端隆史             | 鈴木吉男             | 馬場俊子           | 1997年1月24日  |
| 紗南接到深夜劇《亂七八糟劇場》的龍套，藝人五條武史在劇中飾演她父親。出版社也有意幫紗南出書，紗南只得趁著工作之餘趕稿，秋人也適時激勵她寫下去。 | |                    |                      |                      |                    |                |
| 43 | 像個老頭子般的男朋友／像父親的男友 （）                                                             | 平見瞠             | 大関雅幸             | 和田裕一             | 氏家章雄           | 1997年1月31日  |
| 紗南完稿後累倒在公園，被五條帶回家照顧，經紀公司拍到兩人照片並試圖發布緋聞，但並沒有效果。另一方面，五味面臨升學選擇困難，並感受到來自母親的巨大壓力。他以為秋人帶頭散播自己考外校的消息，便和中學生勾結圍毆秋人。                                                                                 | |                    |                      |                      |                    |                |
| 44 | 五味五味你要去哪裡啊／五味五味，你要去哪裡 （）                                                     | 平見瞠             | 渡邊慎一             | 渡邊慎一             | 音地正行           | 1997年2月7日   |
| 五味因壓力而行竊，秋人被錯認為犯人，成了代罪羔羊。在五味得知此事，並發現秋人並未散播傳聞後，主動向父親認錯。之後兩人前嫌盡棄，聯手對抗勒索秋人的中學生。 | |                    |                      |                      |                    |                |
| 45 | 悲喜交織的情人節／悲喜交加的情人節 （）                                                             | 桶谷顯             | 富字留               | 渡邊健一郎           | 渡邊伸弘           | 1997年2月14日  |
| 情人節到來，這年紗南不再濫送巧克力，而是只打算送給五條，但五條因感冒而在家休養，紗南找到他後聽他訴說往事。五條感嘆自己一事無成又無力改變，但紗南依然給他滿滿的愛，令他振作起來。 | |                    |                      |                      |                    |                |
| 46 | 難道我就不能選擇逃避嗎？／我逃走了, 是我不對嗎? （）                                                | 丸尾美浦           | 木村隆一             | 木村隆一             | 阿部航             | 1997年2月21日  |
| 紗南出版散文集《女兒是我》，內文提及許多好友卻隻字未提真弓，因為她不願描寫秋人霸凌真弓之事。這導致兩人關係不睦，五條聽了紗南的煩惱，讓紗南回到學校向真弓和好。 | |                    |                      |                      |                    |                |
| 47 | 跟你住在同個屋簷下／跟你住在同一個屋簷下 （）                                                       | 桶谷顯             | 藤森一真             | 福多潤               | 安部正己           | 1997年2月28日  |
| 倉田家的公寓遭到拆除，使她必須借住五條家一星期。兩人親密相處的模樣登上八卦雜誌，讓秋人忌妒不已，秋人懷疑兩人是父女，而黑崎也查出相關線索，將此事透露給美紗子。 | |                    |                      |                      |                    |                |
| 48 | 爸爸啊-你是我的爸爸／爸爸，原來你是我爸爸 （）                                                      | 桶谷顯             | 玉野陽美             | 玉野陽美             | 亀井隆             | 1997年3月7日   |
| 佳子向美紗子證實五條確實是紗南的生父，但美紗子不知如何啟齒，而美紗子也從醫師口中得知身患重病的五條僅剩一個月左右的壽命。另一方面，五條終於接到黃金時段男主角的位置，卻在拍《亂七八糟劇場》途中倒下。                                                                                               | |                    |                      |                      |                    |                |
| 49 | 兩人的最後一場戲／兩人的最後一幕 （）                                                               | 平見瞠             | 大地丙太郎           | 小滝禮               | 望月謙             | 1997年3月14日  |
| 五條得知自己和紗南的關係後硬撐著趕回片場，繼續飾演紗南的父親。在賭命拍完最後一場戲後，五條抱著紗南撒手人寰。 | |                    |                      |                      |                    |                |
| 50 | 淚流滿面的迎接春天／眼淚流乾, 春天來臨 （）                                                         | 金春智子           | 渡邊慎一             | 渡邊慎一             | 音地正行           | 1997年3月21日  |
| 紗南宛如行屍走肉，把自已關在八岳的小屋內，險些死於雪崩。秋人拚命把她從廢墟中拉出來，紗南也走出了悲痛。之後紗南從學校畢業。 | |                    |                      |                      |                    |                |
| 51 | 恩怨到今天為止 明天再繼續／過去與未來 （）                                                          | 高橋良輔           | 平典侍               | 平典侍               | 渡邊一             | 1997年3月28日  |
| 紗南的幾位朋友聚在一起討論紗南和秋人的關係。總集篇。 | |                    |                      |                      |                    |                |
| 52 | 在廁所認識的超級好朋友／在廁所認識的好朋友 （）                                                     | 丸尾美浦           | 大地丙太郎           | 渡邊健一郎           | 渡邊伸弘           | 1997年4月4日   |
| 紗南升上中學，和性格直率的大阪女孩風花成為好友，然而風花遇見秋人後卻聲稱他毀了自己的生活，憤怒地搧了他一耳光。 | |                    |                      |                      |                    |                |
| 53 | 人生計畫因為KISS而泡湯／人生計畫被初吻給毀了 （）                                                   | 桶谷顯             | 武藤裕治             | 福多潤               | 安部正己           | 1997年4月11日  |
| 秋人、風花和小剛是幼稚園同學，秋人曾因打賭而吻了風花，讓她懷恨至今，但兩人重逢後並加深認識後，風花認為秋人是明理又有很酷的人。 | |                    |                      |                      |                    |                |
| 54 | 戀愛方面尚未出師的紗南／對戀愛少根筋的紗南 （）                                                     | 平見瞠             | 大関雅幸             | 木村隆一             | 阿部航             | 1997年4月18日  |
| 在遠足日，小剛不斷試圖促進秋人和紗南的關係，紗南暗中透露自己對戀愛缺乏自信，並表示自己目前無心於此。 | |                    |                      |                      |                    |                |
| 55 | 女演員要躲到山裡演戲／女演員閉關演戲 （）                                                           | 丸尾美浦           | 玉野陽美             | 玉野陽美             | 氏家章雄、望月謙   | 1997年4月25日  |
| 紗南因為拍攝電影，將在山上待兩個月，再加上暑假，她想到往後三個月內都見不到秋人，便感到寂寞。小剛勸秋人趁早告白，但秋人覺得此舉有失顏面。 | |                    |                      |                      |                    |                |
| 56 | 真的啦！真的啦！這一切都是認真的／真的, 真的是這樣嗎 （）                                           | 桶谷顯             | 鈴木吉男             | 鈴木吉男             | 亀井隆             | 1997年5月2日   |
| 紗南隨劇組抵達深山拍戲，因為和真澄的關係親近而遭人忌妒。在拍戲過程中，真澄稱自己已經愛上紗南。 | |                    |                      |                      |                    |                |
| 57 | 被壽司誘惑 暫時當你的假男友／為了壽司假扮男朋友 （）                                                | 平見瞠             | 渡邊慎一             | 渡邊慎一             | 音地正行           | 1997年5月9日   |
| 為了應付大阪的朋友，風花請秋人假裝當自己男友，但她喜歡的對象其實是友人中的高石，而高石也還對風花有情意。然而高石如今已有女友，兩人已經無法成為情侶。 | |                    |                      |                      |                    |                |
| 58 | 跟你在深山裡-兩人甜甜蜜蜜的／深山裡的熱戀 （）                                                      | 丸尾美浦           | 平典待               | 和田裕一             | 小西洋子           | 1997年5月16日  |
| 真澄向紗南坦白自己的感情，但被紗南拒絕。 | |                    |                      |                      |                    |                |
| 59 | 克服傷口也克服所有風暴／越過受傷和困境 （）                                                         | 桶谷顯             | 森脇真琴             | 福多潤               | 安部正己           | 1997年5月23日  |
| 真澄的影迷因為忌妒而襲擊紗南，紗南因此受傷，並和玲起爭執，真澄也非常自責。真澄照顧紗南的景象被記者拍下後，作為緋聞報導。秋人認為兩人交往也無妨，之後風花希望秋人成為自己真正的男友。 | |                    |                      |                      |                    |                |
| 60 | 被甩才發現戀愛了／有時候被甩之後-才發現自己喜歡他 （）                                              | 丸尾美浦           | 武藤裕治             | 渡邊健一郎           | 渡邊伸弘           | 1997年5月30日  |
| 紗南得知秋人和風花交往的消息，意識到自己已經愛上秋人的紗南感到心碎。她開始釐清自己對秋人的感情為何，而發現即使如此也無法取代秋人的真澄也傷心不已。 | |                    |                      |                      |                    |                |
| 61 | 被甩哭泣的人不是我／被甩之後大哭 這樣一點都不像我 （）                                              | 平見瞠             | 玉野陽美             | 木村隆一             | 阿部航             | 1997年6月6日   |
| 為協助紗南度過困境，美紗子趕到片場，提供許多建議。紗南重新振作後，回絕真澄的心意並向他致謝，重回工作崗位。 | |                    |                      |                      |                    |                |
| 62 | 今年夏天已經燃燒殆盡了／今年的夏天就要結束了 （）                                                   | 金春智子           | 櫻井弘明             | 櫻井弘明             | 氏家章雄、望月謙   | 1997年6月13日  |
| 在拍攝最後一場火戲時，紗南因為腳傷，未能按時從火場中逃離。在紗南死撐著走出火場時，她表演地十分出色。全劇殺青後，紗南懷著不安的情緒回校上課。 | |                    |                      |                      |                    |                |
| 63 | 不可以輕易相信八卦謠言喔／不可以相信的謠言 （）                                                     | 桶谷顯             | 福多潤               | 高橋幸雄             | 亀井隆             | 1997年6月20日  |
| 紗南回校後，眾人都相信媒體報導，認為她與真澄在交往，讓她百口莫辯，只得氣急敗壞地逃跑。秋人追了上去卻反被搧了一耳光。 | |                    |                      |                      |                    |                |
| 64 | 我想真相一定藏在其中吧／真相在哪裡 （）                                                             | 丸尾美浦           | 鈴木吉男             | 鈴木吉男             | 音地正行           | 1997年6月27日  |
| 風花和秋人交往了兩個月，但她仍搞不清楚秋人的想法。真澄在電視節目中澄清自己和紗南只是朋友，聲稱這是對她甩掉自己的報復，但他其實故意為之，並祝福紗南和秋人能成佳偶。次日紗南不斷迴避秋人，但仍被他逮住並要求給出解釋。                                                                               | |                    |                      |                      |                    |                |
| 65 | 然後兩人-LONG-BYE-BYE／兩人長期分離 （）                                                            | 金春智子           | 玉野陽美             | 玉野陽美             | 小西洋子           | 1997年7月4日   |
| 秋人終於坦承自己喜歡紗南，而此話也被風花聽見。紗南不想失去好友，便試圖讓風花相信兩人的關係已經是過去式，導致這段三角關係更加撲朔迷離。紗南決定遠離兩人，並向秋人道別，全心投入到工作中。 | |                    |                      |                      |                    |                |
| 66 | 逃走吧逃走吧，跨越那片海／逃走吧逃走吧，漂洋過海 （）                                               | 平見瞠             | 大地丙太郎           | 福多潤               | 安部正己           | 1997年7月11日  |
| 紗南試圖忘記秋人卻做不到，秋人思念著紗南卻對她避而不談。隨電影大獲成功，紗南和真澄接到百老匯邀約，同時紗南長期演出的帶狀節目將被換掉，紗南便決定赴美發展。紗南的朋友問她何時回來，她沒有答覆。紗南見到秋人選擇了風花，真澄也意識到這點，並試圖安慰紗南。                                           | |                    |                      |                      |                    |                |
| 67 | 紐約就像是個懸疑劇場／緊張懸疑的紐約 （）                                                           | 桶谷顯             | 櫻井弘明             | 渡邊健一郎           | 渡邊伸弘           | 1997年7月18日  |
| 紗南和真澄抵達紐約，接連遭遇怪事，包括差點被車撞到、疑似被下毒、差點被吊燈砸到，他們便懷疑自己遭到攻擊。兩人遇見名為布萊德的男孩，他的長相與秋人並無二致。夜裡，紗南認為自己撞見鬼魂。 | |                    |                      |                      |                    |                |
| 68 | 這個世界充滿了迷團／每一天都充滿謎團 （）                                                           | 丸尾美浦           | 武藤裕治             | 木村隆一             | 阿部航             | 1997年7月25日  |
| 紗南和真澄開始接受培訓，但負責舞台指導的蜜雪兒給他們下馬威，安排沉重的訓練。當他們回房間後，發現自己房間的枕頭被撕爛，並遭不明人士威脅滾回日本。 | |                    |                      |                      |                    |                |
| 69 | 你的雙眸就像一對綠寶石／你也有一雙碧綠的眼睛 （）                                                   | 金春智子           | 大地丙太郎           | 和田裕一             | 氏家章雄、望月謙   | 1997年8月1日   |
| 紗南發現她誤以為是鬼魂的女孩其實是蜜雪兒的女兒西西露，西西露很仰慕真澄，但蜜雪兒不希望他們見面。兩人持續遭到威脅，紗南不打算退縮，布萊德發現計畫沒有得逞，暗地裡發著脾氣。某位男子聲稱自己知曉真澄的秘密，也知道他被叫來美國的真正理由。                                                           | |                    |                      |                      |                    |                |
| 70 | 午餐時間有股危險的感覺／危險的午餐時間 （）                                                         | 平見瞠             | 高橋幸雄             | 高橋幸雄             | 亀井隆             | 1997年8月8日   |
| 真澄認為自己是兩人遭到威脅的原因，紗南鼓勵他繼續努力。儘管蜜雪兒依然冷落兩人，但他們持續地為音樂劇而準備。西西露擅自出門找真澄，布萊德將她帶回家，讓她顯得失落。布萊德率人毆打真澄和紗南，音樂劇總監蓋利發現了此事，而真澄的母親也到美國找他。                                                     | |                    |                      |                      |                    |                |
| 71 | 突然冒出一個嚇人的媽媽／晴天霹靂 （）                                                               | 丸尾美浦           | 櫻井弘明             | 鈴木吉男             | 原憲一             | 1997年8月15日  |
| 真澄和母親相見，後者坦承自己當初遺棄他是因為過於窮困。玲結識了芭娜，並在他的介紹下，為真澄和紗南找到新住處。西西露聽見地址後隨即找到真澄，並顯得非常喜歡他。 | |                    |                      |                      |                    |                |
| 72 | 我知道太多自己的秘密了／知道自己太多的秘密 （）                                                     | 桶谷顯             | 玉野陽美             | 小滝禮               | 音地正行           | 1997年8月22日  |
| 真澄表示自己想獨自活下去，並向母親道別。布萊德告訴真澄，西西露其實是他的妹妹，而這也是布萊德不願讓兩人見面的原因。真澄聞訊後哭著跑開，險些被車撞到。 | |                    |                      |                      |                    |                |
| 73 | 在美國的豬頭一家人／美國的笨母女 （）                                                               | 金春智子           | 大地丙太郎           | 福多潤               | 安部正己           | 1997年8月29日  |
| 西西露因腿肌撕裂而無法跳舞，並聽聞母親因此而不想要自己，便以為自己得不到關愛，紗南鼓勵她振作，並勸告她不該繼續任性自私。真澄被他母親夕子帶回照顧，但夕子也表現出佔有他的慾望。 | |                    |                      |                      |                    |                |
| 74 | 母親居然一肚子壞主意／媽媽的詭計 （）                                                               | 丸尾美浦           | 小滝禮               | 渡邊健一郎           | 渡邊伸弘           | 1997年9月5日   |
| 身為演員的夕子試圖利用真澄讓自己成名，她向蓋利表示真澄的心只屬於自己，若要自己離開真澄，前提條件是必須讓她在百老匯一流舞台裡當主角。 | |                    |                      |                      |                    |                |
| 75 | 女兒你在哪裡啊？曼哈頓／女兒在哪裡呢? （）                                                          | 桶谷顯             | 福多潤               | 木村隆一             | 阿部航             | 1997年9月12日  |
| 西西露聽見談話，發現真澄是自己的哥哥，便逃跑了。她的父母在曼哈頓各處找她，並引發一些誤會。夕子坦承自己的詭計，和真澄不再往來。 | |                    |                      |                      |                    |                |
| 76 | 乾脆回去好了那就回去吧／乾脆回去算了 （）                                                           | 金春智子           | 櫻井弘明             | 櫻井弘明             | 氏家章雄、望月謙   | 1997年9月19日  |
| 真澄發現母親只是在利用自己後深感難過，和紗南相擁而泣，並決定在工作結束後就回日本。 | |                    |                      |                      |                    |                |
| 77 | 爸爸，這一切都是你的錯／爸爸, 都是你不好 （）                                                       | 金春智子           | 玉野陽美             | 和田裕一             | 原憲一             | 1997年9月26日  |
| 真澄和紗南安排蓋利、蜜雪兒、西西露見面，讓他們深入討論彼此之間的問題，並讓家庭關係更緊密，他們認為最大的問題出在蓋利，彼此的關係也稍有改善。另一方面，夕子雖然獲得女主角的位置，卻因為態度惡劣使得團隊解散，導致演出中止。                                                                         | |                    |                      |                      |                    |                |
| 78 | 第一次也是最後一次的母子爭吵／第一次也是最後一次的母子吵架 （）                                     | 桶谷顯             | 小滝禮               | 福多潤               | 安部正己           | 1997年10月3日  |
| 夕子的情人懇求真澄協助夕子，然而夕子態度狂妄，真澄沒有幫她，而是把氣都出在她身上。真澄和紗南即將登台，真澄突然因母親的因素而怯場，紗南打了他、並透過擁抱鼓勵他，兩人的演出相當完美。 | |                    |                      |                      |                    |                |
| 79 | 也有一種父親是無法當個父親的／不是每一個人都可以當爸爸的 （）                                       | 桶谷顯             | 渡邊健一郎           | 渡邊健一郎           | 渡邊伸弘           | 1997年10月10日 |
| 蓋利在記者會公開真澄是自己的兒子，想把他留在美國培訓成巨星，但真澄想回日本，因為他並未視蓋利是自己的父親。 | |                    |                      |                      |                    |                |
| 80 | 再唱1次吧-3-2-1／再唱一次，3、2、1 （）                                                             | 靜谷伊佐夫         | 櫻井弘明             | 櫻井弘明             | 音地正行           | 1997年10月17日 |
| 番外篇。以實施禁歌令的虛構紐約為背景，紗南和真澄透過熱歌勁舞試圖阻止這條法律。 | |                    |                      |                      |                    |                |
| 81 | HELLO-GOOD-BYE-屬於我的戀情／哈囉，再見，我的戀情 （）                                              | 大地丙太郎         | 大地丙太郎           | 和田裕一             | 渡邊一             | 1997年10月24日 |
| 總集篇。紗南一行人搭機返回日本，途中紗南回想起升上中學後發生的種種。 | |                    |                      |                      |                    |                |
| 82 | 後來的我們相處的很愉快／後來我們相處得不錯喔 （）                                                   | 平見瞠             | 藤森一真             | 木村隆一             | 阿部航             | 1997年10月31日 |
| 紗南一行人在美國期間，秋人逐漸喜歡風花，兩人的合照被登在雜誌上，被人認為十分登對。 | |                    |                      |                      |                    |                |
| 83 | 或許大家都是最佳情侶黨／也許全都是很登對的情侶 （）                                                 | 丸尾美浦           | 大地丙太郎           | 櫻井弘明             | 氏家章雄、望月謙   | 1997年11月7日  |
| 紗南一行人返抵日本，紗南和真澄正式宣布交往。另一方面，風花的父母反對她和秋人深交。 | |                    |                      |                      |                    |                |
| 84 | 吵鬧的姐姐皮膚水嫩嫩／充滿活力的女經紀人 （）                                                       | 中瀬理香           | 小滝禮               | 福多潤               | 安部正己           | 1997年11月14日 |
| 真澄的經紀人從前田換成理穗，雖然理穗表面上是好人，卻別有企圖。 | |                    |                      |                      |                    |                |
| 85 | 有些台詞是很難說岀口的／有些台詞是說不出口的 （）                                                   | 平見瞠             | 福多潤               | 小滝禮               | 原憲一             | 1997年11月21日 |
| 在飾演電影角色時，紗南必須稱呼某個角色為「惡魔」，但因為秋人的緣故，她說不出這句話。秋人和風花在遊樂場遭人挑釁，風花的眼睛因此受傷。 | |                    |                      |                      |                    |                |
| 86 | 原本看不清的現在都看清了／以為再也看不見了 （）                                                     | 金春智子           | 玉野陽美             | 渡邊健一郎           | 渡邊伸弘           | 1997年11月28日 |
| 紗南因為持續無法說出台詞惹怒編劇，遭到撤換。風花暫時失去視覺，她意識到紗南仍喜歡秋人，反之亦然，因此想和秋人分手。 | |                    |                      |                      |                    |                |
| 87 | 已經結束的感情該何去何從／分手之後要上哪裡去？ （）                                                 | 丸尾美浦           | 大地丙太郎、福多潤   | 玉野陽美             | 音地正行           | 1997年12月5日  |
| 紗南遭到許多報導攻擊。風花提出分手，難過的秋人跑到公園並遇見紗南，他們互相擁抱。理穗從玲口中得知紗南無法說出「惡魔」的原因，並把此事告訴真澄。 | |                    |                      |                      |                    |                |
| 88 | 我早料到會有這麼一天／早知道會有這麼一天 （）                                                       | 中瀬理香           | 玉野陽美             | 木村隆一             | 阿部航             | 1997年12月12日 |
| 紗南被演藝圈封殺，便暫別工作回校上課，當她到醫院探望風花時，風花的母親告訴紗南，秋人和風花已經分手。之後真澄也向紗南提出分手，因為紗南仍喜歡秋人。 | |                    |                      |                      |                    |                |
| 89 | 耶誕夜唱哈雷路亞？我的少女心／耶誕夜的心情好轉了 （）                                               | 金春智子           | 藤森一真             | 小滝禮               | 氏家章雄、望月謙   | 1997年12月19日 |
| 耶誕節來臨，秋人、紗南、風花和真澄各自過節，真澄致電秋人，讓他得知紗南是因為不想傷害自己而遭到換角。之後秋人遇見紗南，兩人差點要互訴心意，但被小剛打斷，最終大家一起打雪仗。 | |                    |                      |                      |                    |                |
| 90 | 機器羽山媽媽是羽山媽媽／機器人媽媽 （）魔法詛咒讓人變成小便斗／解除魔法 （）                        | 金春智子、平見瞠   | 櫻井弘明、大地丙太郎 | 櫻井弘明、大地丙太郎 | 待公佈             | 1997年12月30日 |
| 由兩個番外短篇組成。前篇，秋人的父親製作了一具機器人母親，但她卻想毀滅東京鐵塔，魔法少女紗南想擊敗機器人，卻意外被秋人阻止。後篇，眾人變成各種東西，紗南變成臭鼬、秋人變成豬、風花變成山羊、真澄王子變成馬桶座，紗南不得不親吻他以恢復原狀。                                                       | |                    |                      |                      |                    |                |
| 91 | 新年才到影迷就來了／過了年支持者就出現了 （）                                                       | 平見瞠             | 日色如夏             | 福多潤               | 安部正己           | 1998年1月9日   |
| 紗南的影迷俱樂部聯絡紗南，表達了對她的失望，紗南向影迷致歉。之後紗南與得知原委的編劇和解，並得到工作機會。 | |                    |                      |                      |                    |                |
| 92 | 這麼簡單的數學教學錄影帶／一點也不簡單的算術錄影帶 （）                                             | 金春智子           | 小滝禮               | 渡邊健一郎           | 渡邊伸弘           | 1998年1月16日  |
| 紗南的工作是演出數學教學錄影帶，但她對數學一竅不通，在風花的協助下，紗南順利拍完錄影帶。 | |                    |                      |                      |                    |                |
| 93 | 出現一模一樣的名字／以同樣的名字出現 （）                                                           | 丸尾美浦           | 大地丙太郎           | 和田裕一             | 原憲一             | 1998年1月23日  |
| 紗南收到自稱正牌紗南的人寄的信，她的朋友也收到信，並造成一些混亂。紗南和玲查到冒牌貨的行蹤，並發現犯人是影迷俱樂部，影迷因為紗南的風格驟變棄她而去。紗南感謝他們的支持，之後教學錄影帶大獲成功。                                                                                                   | |                    |                      |                      |                    |                |
| 94 | 跌倒也要不屈不撓 玩偶遊戲般的春天／孩子的大玩偶復活戰 （）                                          | 中瀬理香           | 福多潤               | 木村隆一             | 阿部航             | 1998年1月30日  |
| 善次郎的星途出現危機，他向紗南求助，其後紗南邀請善次郎一起開設節目。 | |                    |                      |                      |                    |                |
| 95 | 言歸於好／總算破鏡重圓了 （）                                                                       | 金春智子           | 玉野陽美             | 玉野陽美             | 氏家章雄、望月謙   | 1998年2月6日   |
| 高石和小靜分手，風花也是單身，紗南和善次郎透過節目單元，試圖為兩人牽線，雖然節目亂成一團但還是促成一對佳偶。 | |                    |                      |                      |                    |                |
| 96 | 等等我吧-我馬上去-大人的愛情／等一下馬上過去的大人戀愛 （）                                         | 丸尾美浦           | 大地丙太郎           | 小滝禮               | 音地正行           | 1998年2月13日  |
| 麻子準備前往倫敦，但玲忙於事業，完全忘記約好要和她同去。他們最終在機場道別，同時公開戀情。 | |                    |                      |                      |                    |                |
| 97 | 創造幸福的氣氛 借我錢好嗎?／借我錢去實踐幸福計劃 （）                                               | 金春智子           | 藤森一真             | 和田裕一             | 時永宣幸           | 1998年2月20日  |
| 美紗子的前夫良助再次登門借錢，美紗子深究之後發現他是為了改善和再婚對象之子的關係。紗南打算幫他卻適得其反，最終良助自行解決此事，並發現所謂再婚完全是誤會。 | |                    |                      |                      |                    |                |
| 98 | 沒想到姊姊也開始談戀愛／姐姐戀愛的樣子 （）                                                         | 丸尾美浦           | 櫻井弘明             | 渡邊健一郎           | 渡邊伸弘           | 1998年2月27日  |
| 夏美對男子西川一見鍾情，但西川是個腳踏多條船的風流男子，秋人勸姊姊別與他來往，之後和風花、紗南聯手設計，讓西川原形畢露，而夏美也甩了他一巴掌。 | |                    |                      |                      |                    |                |
| 99 | 空手道很不錯的-快點加入吧／請來參加空手道社 （）                                                    | 平見瞠             | 福多潤               | 福多潤               | 原憲一             | 1998年3月6日   |
| 紗南想幫秋人籌組空手道社，並開始尋找社團所需的成員和指導老師後，和秋人同班的中尾入社，訓練結束後，中尾在家中倒下。 | |                    |                      |                      |                    |                |
| 100 | 黑板板擦莫名消失了／黑板擦不見了 （）                                                               | 中瀬理香           | 小滝禮               | 福多潤               | 阿部航             | 1998年3月13日  |
| 中尾請了一天病假，隔日到校後發現無人在乎自己，便開始曠課翹家，千石教師將此事歸咎於秋人，強逼他道歉。 | |                    |                      |                      |                    |                |
| 101 | 3個人全部一起消失了／三個人一起消失 （）                                                            | 金春智子           | 櫻井弘明             | 櫻井弘明             | 氏家章雄、望月謙   | 1998年3月20日  |
| 紗南和秋人遭到排擠，並遭到千石威脅退學。紗南和秋人找到中尾，卻反而使自己卡在窗戶無法動彈。 | |                    |                      |                      |                    |                |
| 102 | 玩偶遊戲將會一直持續到永遠／玩偶遊戲會永遠繼續下去 （）                                             | 平見瞠             | 大地丙太郎           | 玉野陽美             | 音地正行           | 1998年3月27日  |
| 其他師生找到紗南、秋人和中尾，將他們送醫治療。事件告一段落後，千石主張將秋人退學，但風花公布中尾的親筆信，認為問題出在千石身上，之後千石黯然離職。秋人準備接受升段考試，在和紗南提起此事時，兩人不經意地接了吻，之後紗南給予祝福。                                                                 | |                    |                      |                      |                    |                |

### 香港
| 香港 亞洲電視本港台 | 香港 亞洲電視本港台                   | 香港 亞洲電視本港台 |
| ------------------- | ------------------------------------- | ------------------- |
|                     | 小孩子的玩具 （1998.10.3- 1999.4.25） |                     |
| 待查                | 待查                                  |                     |

### 台灣
| 卡通頻道 星期一至五18:00-18:30節目                                    | 卡通頻道 星期一至五18:00-18:30節目  | 卡通頻道 星期一至五18:00-18:30節目 |
| --------------------------------------------------------------------- | ----------------------------------- | ---------------------------------- |
|                                                                       | 玩偶遊戲 （1999.1.4 - 2000.2.18）   |                                    |
| 待查                                                                  | 待查                                |                                    |
| 卡通頻道 星期一至五17:30-18:00節目                                    |                                     |                                    |
| 待查                                                                  | 玩偶遊戲 重播 （2003.5.? - ）       | 彗星公主 （18:00-18:30）           |
| MOMO親子台 星期一至五19:30-20:00節目 （8月10日起改為19:00-19:30播出） |                                     |                                    |
| 奇天烈大百科                                                          | 玩偶遊戲 （2009.6.29 - 2009.11.17） | 待查                               |

| MOMO親子台 星期六至日 15:30-16:30  | MOMO親子台 星期六至日 15:30-16:30    | MOMO親子台 星期六至日 15:30-16:30 |
| ---------------------------------- | ------------------------------------ | --------------------------------- |
|                                    | 玩偶遊戲 （2015.04.04 - 2015.09.26） |                                   |
| 全力兔 （2015.01.03 - 2015.03.20） | —                                    |                                   |

## 水之館
為本作的戲中戲。於漫畫連載的第5、6期，故事發生在《水之館》拍攝期間。原作漫畫連載結束後，發行同名漫畫單行本、全1卷，另收錄《POCHI》此一短篇。雖然故事完全獨立，但是在很多地方致敬本作。
| 冊數 | 集英社        | 集英社                 | 大然文化      | 大然文化               |
| 冊數 | 發售日期      | ISBN                   | 發售日期      | ISBN                   |
| ---- | ------------- | ---------------------- | ------------- | ---------------------- |
| 全   | 1999年10月1日 | ISBN 978-4-08-856168-6 | 2000年3月10日 | ISBN 978-957-25-5242-2 |

於2002年廣播劇CD化、同年8月11日於夏Comi上正式發售。角色與動畫版完全不同。廣播劇除了收錄本編外、Radio 「紗南的煩惱諮詢室（紗南のお悩み相談局）」和主題曲「水之籠（水の檻）」也一併收錄。
Cast
- 鈴原浩人 - 高原夕希
- 園田真子 - うさみうみ
- 鈴原正人 - 八雲英二
- 中川美和 - 橘みゅん
- 探偵 - 藤谷慎二

主題曲
- 「水の檻」
  - 曲 - ねるげ / 詩 - 透夜月子 / 歌 - 霜月遙

## 番外篇
《Deep Clear》，是為了紀念作者小花美穗出道20周年的特別企畫，主角是《玩偶遊戲》女主角倉田紗南與《苦澀的甜蜜》（原名《Honey Bitter》）女主角音川珠里，分為前後篇，共100頁。（日本前篇刊登於2010年9月號）。
p.s.《Honey Bitter》的女主角音川珠里擁有超能力，可以聽見人的心聲，從氣息判斷人的善惡。
內容為紗南（26）為了連續劇角色的取材，與玲來到Office.S進行委託，希望了解偵探這個職業。但玲卻私底下提出了另一項委託，並要求不能讓紗南知道，委託內容是，紗南的丈夫：羽山秋人（26）的外遇調查，理由是因為兩人目前不知為何分居中。珠里與陽太來到秋人工作的接骨院看診，但還是沒調查出任何外遇的跡象。在和紗南接觸的過程中，珠里透過自己的能力發現紗南已經懷有身孕，一次意外，紗南在珠里面前掉出了母子健康手冊，不得以說出自己已經懷孕七個月，珠里認為是好機會，便趁機刺探紗南關於丈夫的反應，在紗南回想與秋人爭吵的時候，聽到了紗南打算獨自生產的心聲，因為無法坐視不管，所以便展開了跟蹤秋人的行動。不過在珠里實際和秋人接觸後，才發現秋人之所以不贊同紗南生育是因為對秋人來說，年幼時的喪母陰影仍是個解不開的心結，認為生孩子是有重大生命危險的事情，因為太在乎紗南，所以寧可不要孩子也不希望紗南冒險，但是活潑樂觀的紗南反而希望透過自己能夠輕鬆生下孩子，讓秋人放下心結。雖然在最後生產的過程中紗南一度十分凶險，但總算是化險為夷，平安的生下小寶寶，秋人也衝過心結陪著紗南見證著一刻...
紗南和秋人的孩子他們為她取名為「羽山紗里」，也算是紀念和珠里的這段緣分。
《Misty Blue》，與《Deep Clear》收錄在同一單行本裡的短篇，主角為直澄，共18頁。內容為直澄長大以後的劇情，直澄的工作是很有人氣的男演員。從以前到現在，直澄一直很喜歡紗南，但這份愛情並沒有結果。直澄試著想跟其他女性交往，但是他對其他女性無法產生愛情情愫，因此總是無疾而終。而在直澄身邊有位男性演員，這位男性積極追求直澄...
此書由尖端出版社代理，台灣於2012年4月20號發行。

## 外部連結
- - fansite（日語）
- （日語）
- 互联网电影数据库（IMDb）上《孩子們的遊戲》的资料（英文）